# Uwe Erkenbrecher
Uwe Jürgen Erkenbrecher (* 14. November 1954 in Delmenhorst) ist ein deutscher ehemaliger Fußballspieler und heutiger Fußballtrainer.

## Vereinskarriere
Als Aktiver war Erkenbrecher von 1972 bis 1975 Profi bei Werder Bremen. In diesen drei Spielzeiten kam er in der Bundesliga 24 Mal zum Einsatz, wobei er im Spiel beim SC Fortuna Köln am 9. März 1974 gegen den ehemaligen Nationaltorhüter Wolfgang Fahrian sein einziges Bundesligator erzielte. Er wechselte 1975 auf Betreiben von Trainer Karl-Heinz Feldkamp zu Wattenscheid 09 in die 2. Bundesliga Nord; 1978 ging er zum KSV Baunatal, der seinerzeit ebenfalls in der 2. Bundesliga spielte. Insgesamt absolvierte er 46 Spiele in der zweithöchsten deutschen Spielklasse.

## Trainerlaufbahn
Bei seinen ersten drei Trainerstationen in Westfalen arbeitete Erkenbrecher als Spielertrainer, bevor er 1988 Nachwuchstrainer beim 1. FC Köln wurde. Ab 1991 trainierte er den VfL Wolfsburg, mit dem aus der Oberliga Nord in die 2. Bundesliga aufstieg. Nach der Entlassung im Februar 1993 heuerte er beim Nord-Oberligisten VfL 93 Hamburg an, bevor er zu Saisonbeginn vom damaligen Zweitligisten FC Carl Zeiss Jena verpflichtet wurde. Nach der Entlassung im September 1993 kehrte er im November desselben Jahres zum VfL nach Hamburg zurück und schaffte mit dem Verein die Qualifikation für die Regionalliga Nord, bevor er auch dort zwei Jahre später entlassen wurde.
Als Amateur- und Nachwuchstrainer kehrte er 1996 zum VfL Wolfsburg zurück und war im März 1998 für nur wenige Tage Interimscoach des inzwischen in die Bundesliga aufgestiegenen Vereins. In der folgenden Saison wurde er vom VfB Lübeck verpflichtet, wo er bis zum 16. November 2000 war in der Regionalliga Nord in verantwortlicher Position tätig war. Anschließend übernahm er in der 2. Liga bei SpVgg Greuther Fürth das Amt des Cheftrainers, das er bis August 2001 innehatte. Von Dezember 2001 bis Februar 2003 arbeitete er wieder in der Regionalliga beim SC Paderborn 07 und ging dann für zwei Monate in den Iran als  Co-Trainer bei Esteghlal Teheran. 
Am 5. Mai 2003 übernahm er die Aufgabe als Trainer des SSV Reutlingen, den er jedoch nicht vor dem Abstieg bewahren konnte. Da Reutlingen keine Lizenz für die Regionalliga erhielt, betreute Erkenbrecher den Verein in der Oberliga Baden-Württemberg. Im März 2004 kehrte er als Trainer der zweiten Mannschaft zum VfL Wolfsburg zurück. Von den Oberligaamateuren wechselte er am 5. März 2007 erneut zum VfB Lübeck in die Regionalliga Nord. Am 15. Oktober 2007 wurde er beim VfB beurlaubt, da der Verein mit der sportlichen Entwicklung nicht zufrieden war und die Saisonziele gefährdet sah. Zu diesem Zeitpunkt stand das Team auf dem 14. Tabellenplatz. 
Im Winter 2008 unterschrieb Erkenbrecher beim VfB Fallersleben, ab 1. Juli 2008 trainierte er den Berliner Regionalligisten Türkiyemspor Berlin. Seit dem 1. Juli 2009 war er Cheftrainer von Rot-Weiss Essen in der Regionalliga West. Im Sommer 2010 wurde bekanntgegeben, dass der Vertrag nicht verlängert würde. Ende Dezember 2010 unterschrieb er einen Zweijahresvertrag beim indonesischen Klub Cenderawasih FC auf der Insel West-Papua.
In der Saison 2013 übernahm Erkenbrecher den Trainerposten beim estnischen Erstligisten JK Tammeka Tartu, den er zum Klassenerhalt in der Meistriliiga führte. Ab März 2014 war er Trainer beim Regionalligisten VfR Neumünster. Am 19. Februar 2015 gab er seinen Rücktritt bei Neumünster bekannt, weil er ab Sommer 2015 Cheftrainer des MTV Gifhorn werden sollte. Trotz des angekündigten Rücktrittes zum Saisonende wurde Erkenbrecher am 7. April 2015 vom VfR Neumünster entlassen. Nach weiteren Trainerstationen beim MTV Gifhorn, USI Lupo-Martini Wolfsburg und FT Braunschweig (U 17) kehrte er 2023 zum VfL Wolfsburg zurück und arbeitet dort als Kinderfußballentwickler in einem Konzept, das sich an den neuen Kinderfußball-Formen des DFB orientiert.

## Privates
Erkenbrechers Sohn Yannick (* 1983) spielte unter ihm in der Saison 2002/03 beim Regionalligisten SC Paderborn sowie in der Saison 2003/04 beim Oberligisten SSV Reutlingen, und ist Sportjournalist bei Sky Deutschland. Ein weiterer Sohn, Steffen Erkenbrecher (* 1988), war im höherklassigen norddeutschen Amateurfußball aktiv und zuletzt als Spieler und Trainer beim SV Calberlah tätig.